# Dichiarazione dei principi di Spira
La dichiarazione dei principi di Spira è una nota di protesta datata 28 maggio 1199, firmata da 26 principi tedeschi nel contesto della disputa sul trono tedesco.
La dichiarazione nega al papa in generale, e a Innocenzo III in particolare, il diritto di partecipare all'elezione reale tedesca, tanto meno di dichiararla legittima, e chiede a Innocenzo III di smettere di violare i diritti dell'impero in Italia. Inoltre, i principi minacciano Innocenzo III di venire a Roma con tutte le loro forze per imporre l'incoronazione di Filippo di Svevia come imperatore. Altri 24 principi, che non erano presenti a Spira, non hanno firmato la dichiarazione in prima persona, ma hanno autorizzato la firma a loro nome.

## Firmatari
- Liudolfo di Kroppenstedt, arcivescovo di Magdeburgo
- Giovanni I, arcivescovo di Treviri
- Amadeo di Tramelay, arcivescovo di Besançon
- Corrado III di Laichling, vescovo di Ratisbona
- Ottone II di Berg, vescovo di Frisinga
- Udalschalk, vescovo di Augusta
- Diethelm di Krenkingen, vescovo di Costanza
- Arduico (Hartwig) di Grögling-Dollnstein, vescovo di Eichstätt
- Leopoldo II di Schönfeld, vescovo di Worms
- Ottone di Henneberg, vescovo di Spira
- Eberardo di Regensberg, eletto vescovo di Bressanone
- Corrado di Querfurt, vescovo di Hildesheim e cancelliere di corte
- Enrico III di Kronberg, abate di Fulda
- Sigfrido, abate di Hersfeld
- Mangold di Berg, abate di Tegernsee
- Cuno I, abate di Ellwangen
- Ottocaro I, re di Boemia
- Bernardo III, duca di Sassonia
- Ludovico I, duca di Baviera
- Leopoldo VI, duca d'Austria
- Bertoldo IV, duca di Merania
- Simone II, duca di Lorena
- Teodorico, margravio di Meißen
- Ottone II, margravio di Brandeburgo
- Vladislao Enrico, margravio di Moravia
- Goffredo II, margravio di Ronsberg

## Principi che avevano accettato la dichiarazione
- Pellegrino II di Dornberg, patriarca di Aquileia
- Arduico (Hartwig) II, arcivescovo di Brema
- Rodolfo I, vescovo di Verden
- Bertoldo di Harbke, vescovo di Halberstadt
- Eberardo di Seeburg, vescovo di Merseburgo
- Bertoldo II, vescovo di Naumburg
- Ermanno II di Katzenelnbogen, vescovo di Münster
- Gerardo di Oldenburg-Wildeshausen, vescovo di Osnabrück
- Timo, vescovo di Bamberga
- Volchero di Erla, vescovo di Passavia
- Reinher della Torre, vescovo di Coira
- Corrado II di Beseno, vescovo di Trento
- Bertram, vescovo di Metz
- Matteo di Lorena, vescovo di Toul
- Alberto II di Hiergis, vescovo di Verdun
- Alberto II di Cuyk, vescovo di Liegi
- Ottone I, conte palatino di Borgogna
- Bertoldo V, duca di Zähringen
- Ulrico II, duca di Carinzia
- Federico, duca di Bitsch
- Teodorico II, margravio di Landsberg[all'epoca era già deceduto]
- Bertoldo III, margravio di Vohburg
- Rodolfo I, conte palatino di Tubinga
- Ottone VIII di Wittelsbach, conte palatino di Baviera